# اقتصاد البحرين
البحرين لديها اقتصاد مفتوح. العملة البحرينية هي ثاني أعلى قيمة في العالم. منذ أواخر القرن 20 والبحرين استثمرت بكثافة في قطاعات البنوك والسياحة. عاصمة البلاد المنامة هي موطن لكثير من الهياكل المالية الكبيرة. صناعة التمويل في البحرين ناجحة جدا. في عام 2008 كانت البحرين المركز المالي الأسرع نموا في العالم من حيث مؤشر المراكز المالية العالمية في لندن. الخدمات المصرفية والمالية للقطاع في البحرين وخصوصا المصرفية الإسلامية استفادت من الطفرة الإقليمية يقودها الطلب على النفط. إنتاج النفط هو المنتج الأكثر تصديرا وهو ما يمثل 60٪ من عائدات التصدير و 61.99% من الإيرادات الحكومية، و11٪ من الناتج المحلي الإجمالي. أما إنتاج الألومنيوم فهو ثاني أكثر المنتجات المصدرة تليها مواد البناء والتمويل.
وفقا لمؤشر الحرية الاقتصادية 2011 فإن البحرين لديها الاقتصاد الأكثر حرية في منطقة الشرق الأوسط وشمال أفريقيا وهو الاقتصاد الأكثر حرية الثالث عشر حسب عام 2014 في العالم. مؤشر بديل نشره معهد فريزر ويضع البحرين في المرتبة 44 وتعادل مع 7 دول أخرى. اعترفت بالبحرين من قبل البنك الدولي كاقتصاد الدخل المرتفع.
حلّت البحرين في المركز 67 في مؤشر الابتكار العالمي عام 2023، وتراجعت للمركز 72 في مؤشر عام 2024.

## اتجاه الاقتصاد الكلي
هذا هو الرسم البياني للاتجاه من الناتج المحلي الإجمالي للبحرين بأسعار السوق حسب تقديرات صندوق النقد الدولي مع الأرقام الواردة بملايين الدنانير البحريني.
| العام | الناتج المحلي الإجمالي | التبادل بالدولار الأمريكي | مؤشر التضخم (2000=100) |
| ----- | ---------------------- | ------------------------- | ---------------------- |
| 1980  | 1,158                  | 0.37 دينار بحريني         | 79                     |
| 1985  | 1,375                  | 0.37 دينار بحريني         | 97                     |
| 1990  | 1,703                  | 0.37 دينار بحريني         | 94                     |
| 1995  | 2,199                  | 0.37 دينار بحريني         | 100                    |
| 2000  | 2,996                  | 0.37 دينار بحريني         | 100                    |
| 2005  | 4,859                  | 0.37 دينار بحريني         | 104                    |

قوة تبادل الدولار الأمريكي عند 0.30 دينار بحريني فقط. كانت الأجور يعني 19,81 دولار أمريكي لكل عامل في عام 2009.

## ميزان المدفوعات
يتميز ميزان الحساب الجاري في البحرين من حيث الفائض في تجارة البضائع والخدمات الدولية وعجز كبير في التحويلات من جانب واحد والذي استأثرت به العمالة الوافدة الكبيرة في البلاد التي ترسل جزء كبير من أرباحها إلى موطنهم. في عامي 2003 و 2004 فإن أداء ميزان المدفوعات تحسن بسبب ارتفاع أسعار النفط وزيادة الإيرادات من قطاع الخدمات. ونتيجة لذلك سجل ميزان الحساب الجاري فائضا قدره 219 مليون دولار أمريكي في عام 2003 وفائضا قدره 442 مليون دولار أمريكي في عام 2004 مقارنة مع عجز قدره 35 مليون دولار أمريكي في عام 2002. زيادة إجمالي الاحتياطيات الدولية في البحرين بشكل كبير في عام 2004 إلى 1.6 مليار دولار أمريكي مقارنة مع 1.4 مليار دولار في السنوات الثلاث السابقة.

## التنويع
على الرغم من انكماش الناتج المحلي الإجمالي للفرد الواحد الحالي بنسبة 2.4٪ في الثمانينات فقد عاد إلى النمو 36٪ في التسعينات نتيجة لمبادرات التنويع الناجحة. ويرجع ذلك إلى حاجتها لتنويع الاقتصاد بعيدا عن النفط من أجل التحرر الاقتصادي. على عكس الجيران في الخليج العربي فإن البحرين لديها ثروة نفطية كبيرة وتوسع في الاقتصاد المصرفي وصناعات ثقيلة وتجارة التجزئة والسياحة. المملكة تعتبر المحور المصرفي الرئيسي في الخليج العربي ومركزا للتمويل الإسلامي والتي جذبهم الإطار التنظيمي القوي للصناعة. وفقا لتقييم استقرار النظام المالي لصندوق النقد الدولي من البيئة التنظيمية المالية في البحرين التي نشرت في 6 مارس 2006 وجدت:
- النظام المالي يتمتع بالأداء القوي في ظل ظروف مواتية ومن المرجح أن يظل مساهما رئيسيا في النمو الإجمالي. ينبع الخطر الرئيسي من ارتفاع درجة الحرارة المحتملة في اقتصادات المنطقة ولكن ينبغي أن يكون النظام مرنا للصدمات المحتملة.
- اللوائح التحوطية حديثة وشاملة والإشراف فعال عموما وخاصة في القطاع المصرفي المهيمن. تحتاج القدرات الإشرافية لتوسيعها بما يتماشى مع لوائح جديدة ومواكبة النمو والتطور المتزايد للمؤسسات المالية.
- مزيد من التوسع في القطاع الإسلامي وتطوير التمويل الإسكاني وتعميق أسواق الأوراق المالية من الأهمية بالنسبة للنمو المستقبلي للنظام المالي. سوف يخضع قطاعي البنوك والتأمين في نهاية المطاف للتوحيد.
- في عام 2005 وقعت البحرين اتفاقية بينها وبين الولايات المتحدة للتجارة الحرة لتصبح أول دولة في الخليج العربي توقع على مثل هذا الاتفاق التجاري الثنائي مع الولايات المتحدة. برنامج خصخصة واسع النطاق يجري حاليا لبيع الأصول الحكومية الرئيسية: المرافق والبنوك والخدمات المالية والاتصالات بدأت تخضع لسيطرة القطاع الخاص.
- ونتيجة لذلك الاقتصاد الجيد فقد استغلت العائدات الإضافية وذلك بفضل ارتفاع أسعار النفط المستمر منذ عام 2002. في يناير 2006 استشهدت لجنة الأمم المتحدة الاقتصادية والاجتماعية لغرب آسيا البحرين أنها صاحبة الاقتصاد الأسرع نموا في العالم العربي.
- بين عامي 1981 و 1993 زادت النفقات الحكومية بنسبة 64٪ في البحرين. خلال ذلك الوقت نفسه واصلت الإيرادات الحكومية عدم الاعتماد إلى حد كبير على صناعة النفط وبنسبة 4٪ فقط. تلقت البحرين دعما في بعض الأحيان ومشروع المنح الكبيرة في الميزانية من المملكة العربية السعودية والكويت والإمارات العربية المتحدة.
- استخدمت الحكومة عائداتها النفطية المتواضعة لبناء بنية تحتية متقدمة في مجال النقل والاتصالات السلكية واللاسلكية. البحرين هي المركز المالي والتجاري الإقليمي. السياحة وخصوصا من المنطقة قد أثبتت أنها تعد مصدرا هاما آخر للدخل.
- استفادت البحرين من ازدهار النفط منذ عام 2001 مع النمو الاقتصادي من 5.5٪. نجحت في جذب استثمارات من الخليج العربي ودول أخرى ويرجع ذلك جزئيا أنها تستخدم عائدات الطفرة في عقدي السبعينات والثمانينات للاستثمار في تطوير البنية التحتية وغيرها من المشاريع لتحسين مستوى المعيشة والصحة والتعليم والإسكان والكهرباء والمياه والطرق.
- نجاح مشاريع مثل سباق جائزة البحرين الكبرى جنبا إلى جنب مع الطفرة في مجال الخدمات المصرفية الإسلامية شجع شركات الطيران الكبرى إلى استئناف الخدمات إلى البلاد مع إعلان شركة لوفتهانزا في 14 مارس 2006 أنها سوف تجدول ثلاث رحلات في الأسبوع إلى المنامة من فرانكفورت.
- كجزء من جهودها الرامية إلى بناء اقتصاد حديث بدأت البحرين بسلسلة من الإصلاحات في إطار العمل تحت قيادة وزير العمل مجيد العلوي من أجل تحقيق سوق العمل متماشيا مع المعايير الدولية. تعتزم توسيع الصناعات ذات التقنية العالية والاستثمار في البحث والتطوير وتعزيز قدرتها التنافسية في الاقتصاد العالمي. في عام 2006 أعلن أن منطقة البحرين علوم وتكنولوجيا وهي مبادرة بيت التمويل الكويتي سيكون لهُ انعكاس لخلق اقتصاد متنوع وتوفير وظائف نوعية عالية للسكان المحليين والقوى العاملة الدولية وتوفير مكان للابتكار والتفكير الخلاق الذي سيكون لهُ فوائد مباشرة للناس.

## مشاريع اقتصادية
- في عام 2009 أعلن أن الحكومة البحرينية ستطور الأرض بجانب حلبة البحرين الدولية. المشروع يدار من قبل شركة البحرين هي مزيج من الطراز العالمي من المرافق بما في ذلك معرض للدولة من بين الفن ومرفق الاتفاقية واختيار الإقامة في الفنادق بدءا من منتصف السوق للترفيه وساحة داخلية متعددة الأغراض ونادي السيارات ومنشأة هندسية وتجارة التجزئة والترفيه والتكنولوجيا ومعهد البحوث وحديقة التكنولوجيا والتركيز على التعليم والتدريب. شركة البحرين هي جزء من مجموعة شركات ممتلكات وستكرس أكثر من مليون متر مربع من الأعمال والترفيه والفضاء التعليمي بقيمة تتجاوز 850 مليون دينار بحريني (2 مليار دولار أمريكي) مما يجعلها واحدة من أكبر المشاريع الاستثمارية في البحرين في السنوات الخمس الماضية.
- افتتاح خط صهر شركة ألمنيوم البحرين (ألبا) السادس في عام 2019، ودراسة إنشاء خط صهر سابع.
- اعلنت وزارة الصناعة والتجارة والسياحة وضع حجر أساس مشروع منطقة التجارة الأمريكية الواقعة في مدينة سلمان الصناعية، إنشاء هذه المنطقة بما يسهم في تعزيز التعاون الاقتصادي والتجاري والصناعي، ودفع عجلة التجارة الثنائية بين البلدين نحو آفاق أبعد. كما تأتي منطقة التجارة الأمريكية ضمن حزمة المشاريع الاستثمارية والاستراتيجية التي اعلن عنها في استراتيجية قطاع الصناعة (2022-2026)، والتي تأتي ضمن خطة التعافي الاقتصادي، إذ تبلغ مساحتها 110 ألف متر مربع تقريبًا، والتي تصل إلى 1.11 مليون متر مربع مع التوسعة المستقبلية. وستباشر مملكة البحرين والولايات المتحدة الأمريكية الترويج للمنطقة كمركز إقليمي للتجارة والتصنيع والخدمات اللوجستية والتوزيع بين الشركات الأمريكية في مملكة البحرين وأسواق دول مجلس التعاون الخليجي وخارجها. وسوف تسمح منطقة التجارة الأمريكية في مملكة البحرين للشركات الأمريكية العمل بمنطقة مجهزة لأنشطة تبادل البضائع والحلول اللوجستية الشاملة، إضافة إلى أنها ستسهّل عمليات التصدير عبر ميناء خليفة بن سلمان ومطار البحرين الدولي وجسر الملك فهد وعبر أي منافذ أخرى تبنى مستقبلاً في المملكة من خلال حلول جمركية متخصصة.
- أكدت وزارة الصناعة والتجارة العمل على التنسيق مع الجهات المختصة للبدء في المخططات الأولية لمشروع منطقة الصناعات التحويلية في قطاع الألمنيوم، الواقع جنوب منطقة المزرّع الصناعية، بمساحة تبلغ 477 ألف متر مربع. وأضافت الوزارة أن منطقة الصناعات التحويلية ستسهم في جذب الاستثمارات المحلية والأجنبية في قطاع الألمنيوم وتنمية الصادرات من هذا القطاع الحيوي، وستدعم زيادة نسبة مساهمة القطاعات غير النفطية بشكل عام وقطاع الصناعات التحويلية بشكل خاص في الناتج المحلي الإجمالي، كما ستعزز من إيجاد فرص العمل النوعية أمام المواطنين في مجال الصناعات التحويلية للألمنيوم. وتأتي منطقة التجارة الأمريكية ضمن حزمة المشاريع الاستثمارية والاستراتيجية التي اعلن عنها ضمن خطة التعافي الاقتصادي، إذ تبلغ مساحتها 110 آلاف متر مربع تقريبًا في المرحلة الأولى، وتصل إلى 1.11 مليون متر مربع مع التوسعة المستقبلية. الجدير بالذكر أن العمل جارٍ حاليًا على تزويد المنطقة (المرحلة الأولى) بالبنية التحتية خلال طرح مناقصة عامة خلال الربع الأول من هذا العام 2023.
- منطقة خليج البحرين (بحرين باي)، ديار المحرق،

## الاستثمار
بلغت قيمة رسملة سوق الأوراق المالية للشركات المدرجة في البحرين 21.176 مليون دولار أمريكي في عام 2008 من قبل البنك الدولي. البحرين عموما هي البلد المفتوح لخلق اقتصاد فريد ينمو بسرعة ومفتوح للجميع لخلق فرص تجارية.

## صناعة النفط والغاز
البترول والغاز الطبيعي من الموارد الطبيعية الهامة في مملكة البحرين. بسبب الاحتياطيات المحدودة فقد عملت البحرين على تنويع اقتصادها خلال العقد الماضي. استقر إنتاج البحرين من النفط بنحو 40,000 برميل في اليوم الواحد ومن المتوقع أن تستمر الاحتياطيات من 10 إلى 15 سنة. ولقد بنيت مصفاة شركة نفط البحرين في عام 1935 ولديها القدرة من حوالي 250,000 برميل في اليوم الواحد ويعتبر هذا المصفى هو الأول من نوعه في الخليج العربي. بعد تأميم 60٪ من مصفاة شركة نفط البحرين الوطنية لشركة كالتكس الأمريكية لصالح الدولة في عام 1980 فإن السعودية تمتلك حاليا 40٪ وتوفر معظم النفط الخام لتشغيل مصفاة عن طريق خط الأنابيب. كما تتلقى البحرين جزء كبير من المخرجات الصافية والإيرادات من حقل النفط البحري أبو سعفة في السعودية.
شركة البحرين الوطنية للغاز تدير محطة تسييل الغاز التي تستخدم أنابيب الغاز مباشرة من حقول النفط في البحرين. احتياطيات الغاز ستستمر حوالي 50 عاما بمعدلات الاستهلاك الحالية. شركة الخليج لصناعة البتروكيماويات هو مشروع مشترك بين الصناعات البتروكيماوية من الكويت والشركة السعودية للصناعات الأساسية وحكومة البحرين. المصنع الذي أنجز في عام 1985 وينتج الأمونيا والميثانول واليوريا للتصدير.
وتشمل صناعات البحرين الأخرى الألمنيوم التي تدير مصهر للألمنيوم الأكبر في العالم حيث يبلغ الإنتاج السنوي حوالي 1.620 مليون طن متري والمصانع ذات الصلة مثل شركة سحب الألمنيوم وشركة الخليج لدرفلة الألمنيوم (جارمكو). وتشمل غيرها من المصانع مثل مصنع الحديد والصلب العربي (4 ملايين طن سنويا) وشركة إعادة بناء وإصلاح السفن.
وقد طورت البحرين كمركز مالي رئيسي مبشر على نطاق واسع. المؤسسات المالية الدولية تعمل في البحرين سواء في الداخل والخارج من دون عوائق. في عام 2001 أصدر مصرف البحرين المركزي 15 ترخيص جديد. أكثر من 100 مصرف ومكاتب تمثيلية في البحرين وكذلك 65 شركة أمريكية. مطار البحرين الدولي هو أحد أكثر المطارات ازدحاما في الخليج العربي والذي يخدم 22 ناقلة. المنفذ الحديث يوفر وصلات شحن البضائع مباشرة ومتكررة إلى الولايات المتحدة وأوروبا والشرق الأقصى. وتشمل الشركات البحرينية المعترف بها دوليا إنفستكورب.
- في عام 2018 البحرين أعلنت عن أكتشاف أكبر حقل للنفط في تاريخ البحرين (حقل خليج البحرين)
- في عام 2019 وضع الحجر الاساس لتحديث مصفاة بابكو من 260 ألف برميل يومياً الى 380 ألف برميل يومياً على إن ينتهي المشروع نهاية عام 2023م.
- في عام 2022 البحرين أعلنت على إكتشاف مكمنين جديدين للغاز (وأعلن النائب محمد الأحمد بأن ايرادت الغاز سترتفع الى 913 مليون دينار بحريني من عام 2024م (ايرادات الغاز الحالية تُقارب 490 مليون دينار بحريني)[9][10]

## الاقتصاد - نظرة عامة
البحرين لديها العديد من المؤسسات المالية الكبيرة وكما هو معروف في العاصمة التجارية للخليج العربي. مع مرافق الاتصالات والنقل المتطورة في البحرين هي موطن العديد من الشركات المتعددة الجنسيات مع قطاع الأعمال في منطقة الخليج العربي. حصة كبيرة من الصادرات تتكون من المنتجات النفطية المصنوعة من الخام المستورد. البحرين لديها أيضا إنتاج للألمنيوم كبير. البناء على العديد من المشاريع الصناعية الكبرى. البطالة خاصة بين الشباب واستنزاف كل من النفط وموارد المياه الجوفية هي مشاكل اقتصادية كبيرة على المدى الطويل.

## فرض الضرائب
تطبيق الضرائب وقوانين الواردات على حدٍّ سواء للشركات البحرينية والمملوكة للأجانب ويجب على المستثمرين الأجانب الامتثال لنفس المتطلبات والتشريعات كما الشركات المحلية.
يتم فرض ضرائب شركات النفط والغاز 46 في المئة على الدخل المتأتي من بيع النفط والغاز والمنتجات المشتقة.
لا توجد ضريبة على الدخل الشخصي في البحرين.
يجب على أصحاب العمل والعمال دفع اشتراكات التأمينات الاجتماعية على النحو التالي:
1. للشيخوخة والعجز وحماية الناجين: للموظفين البحرينيين وأصحاب العمل دفع 10٪ من الراتب بالإضافة إلى مخصصات ثابتة أما العمال فيدفعون 5٪ بالإضافة إلى بدلات ثابتة وللموظفين غير البحرينيين وأرباب العمل دفع 3٪ من الراتب بالإضافة إلى مخصصات ثابتة.
2. للتأمين ضد البطالة: منذ 1 يونيو 2007 فإن جميع الأجور تخضع لضريبة بنسبة 2٪ تدفع بالتساوي من قبل صاحب العمل والموظف والتي تنطبق على كل من المواطنين وغير المواطنين وتكملها مساهمة الحكومة من 1٪. وهذا يجعل البحرين أول دول مجلس التعاون لدول الخليج العربية في تنفيذ مخطط واجهة المستخدم.

في 26 سبتمبر 2021 ، أعلنت البحرين عن مضاعفة ضريبة القيمة المضافة من 5٪ إلى 10٪ ، وهي الأعلى في منطقة الخليج بعد المملكة العربية السعودية. اتخذ القرار في ضوء زيادة إيرادات الدولة مع السيطرة على أكبر عجز في الميزانية تواجهه الدولة. أدخل أصغر اقتصاد خليجي التغييرات في ضرائبه لتحقيق التوازن في ميزانيته بحلول عام 2024 لكن لم يتم تنفيذ زيادة ضريبة القيمة المضافة . تخضع البحرين لضغوط مالية منذ 2018 عندما تلقت حزمة إنقاذ بقيمة 10 مليارات دولار من دول مجاورة. ومع ذلك ، فإن الصدمة الاقتصادية المزدوجة الناجمة عن انخفاض أسعار النفط ووباء كوفيد-19 جعلت الأمور أسوأ جدا. ومن المتوقع أن ينخفض عجز ميزانية البحرين من 18.3٪ من الناتج المحلي الإجمالي في عام 2021 إلى 9.1٪ في عام 2021 ، صندوق النقد الدولي اعتبارًا من سبتمبر 2021.
في 2023م قال وزير المالية والأقتصاد الوطني الشيخ سلمان بن خليفة آل خليفة في مداخلة في مجلس النواب :
" التوجه لفرض ضرائب على الشركات سائرون عليه " ولكن من المهم أن يكون يوازن ذلك على الاثار الاقتصادية من دون أن يؤثر على التوظيف والنمو الاقتصادي واستقطاب المشاريع.
وبين ان مساهمة القطاعات غير النفطية بالاقتصاد تفوق 83 %، مما يدل أن هناك تنوع، العدد الاكبر من المواطنين من العاملين بالقطاع الخاص، لذلك يجب التفكير فيهم.
وتابع: في برنامج التوازن المالي، مع تقليل المصروفات وزيادة الايرادات، مع ذلك حافظنا على النمو، بل حققنا اعلى نمو منذ سنة 2013، نحن حاليا ندرس ضريبة الشركات، والمهم ان نأتيكم بالشي الكامل، ونحن حاليا نستكمل المرئيات مع الدول والمنظمات، ما يعني أن التأخير ليس من عندنا، كما ننوه أن القيمة المضافة تدفعها الشركات والمواطنين والمقيمين.

## خطة تنمية بـ30 مليار دولار
وقالت البحرين: إن إعلانها جاء في إطار خطة لتحقيق النمو الاقتصادي والتوازن في المالية العامة أُعلنت الشهر الماضي.
وكشفت أن «الخطة ستشمل استثمارات تتجاوز 30 مليار دولار»، ومن المتوقع زيادة المناطق العمرانية بنسبة 60 في المئة مع تشييد المدن الخمس الجديدة في مناطق فشت الجارم وجزيرة سهيلة وفشت العظم وخليج البحرين وجزر حوار.
وذكر الإعلان ـــ الذي نشرته وكالة أنباء البحرين نقلاً عن خالد بن عبد الله آل خليفة نائب رئيس الوزراء ـــ أن مشروعات البنية التحتية تشمل شبكة مترو تغطي أنحاء البلاد بطول 109 كيلومترات وطريقاً بطول 22.5 كيلومتراً للربط بين المشروعات الإسكانية والاستراتيجية وجسراً ثانياً للربط مع السعودية.
أعلنت البحرين البدء في تشييد خمس مدن جديدة ومشروعات في قطاعات السياحة والتجارة والنقل والبنية التحتية.
وسعياً لجذب الزوار تشمل المشروعات الجديدة منتجعات سياحية ومدينة معارض ومؤتمرات من المنتظر أن تكون الكبرى في المنطقة، وستقام حول مركز دولي للمعارض والمؤتمرات. كما تشمل خطط التنمية الجديدة تشييد منطقة الصناعات التحويلية للألمنيوم، قرب مصنع شركة ألمنيوم البحرين «ألبا» الذي يضم أحد أكبر مصاهر الألمنيوم في العالم، ومنطقة للصناعات التحويلية واللوجستيات تشيَّد بالشراكة مع الولايات المتحدة. وتشمل الخطط أيضاً برنامجاً لتحديث وزيادة طاقة إنتاج مصفاة شركة نفط البحرين الحكومية «بابكو» من 267 ألف برميل إلى 380 ألف برميل يومياً.
مشاريع البنية التحتية والاتصالات
تهدف هذه المشاريع لدعم مسارات التنمية الاقتصادية بما يسهم في تحقيق أهداف الرؤية الاقتصادية 2030، وهذه المشاريع هي:
مشروع جسر الملك حمد
وهو جسر سيربط بين مملكة البحرين والمملكة العربية السعودية الشقيقة، وسيكون على طول 25 كيلومتراً، ويتكون من 4 مسارات للمركبات كما سيتضمن جزءاً من مسار للسكة الحديدية التي تمتد بطول 57 كم. تكمن أهمية المشروع في تقوية العمق الإستراتيجي السياسي والاقتصادي والثقافي بين مملكة البحرين والمملكة العربية السعودية، كما يهدف مشروع جسر الملك حمد لتوسيع شبكة النقل ووسائل الربط بين المملكتين وبقية دول مجلس التعاون، وتعزيز كفاءة نقل الأفراد والبضائع، لتعزيز النمو الاقتصادي للمنطقة.
مشروع مترو البحرين
سيتم إنشاء شبكة مترو تغطي كل مناطق مملكة البحرين بطول 109 كيلومترات، وسيتم تنفيذها على مراحل عدة بالشراكة مع القطاع الخاص، من خلال نظام الاستثمار B.O.T (البناء والتشغيل وإعادة الملكية). ستتضمن المرحلة الأولى من المشروع إنشاء خطين بطول 29 كيلومتراً تتخللهما 20 محطة توقف، ويربط الخط الأول بين مطار البحرين الدولي وضاحية السيف، في حين أن الخط الآخر سيربط بين منطقة الجفير والمنطقة التعليمية في مدينة عيسى.
مشاريع شبكة الألياف البصرية
ستزيد مشاريع الجيل القادم من شبكة الاتصالات الدولية والحوسبة السحابية من القدرة التنافسية لمملكة البحرين في قطاع الاتصالات والتكنولوجيا، من خلال توفير البنى التحتية المطلوبة لتعزيز ربط المملكة بشبكة الانترنت إقليميًا ودوليًا، وتوفير أحدث التقنيات لتغطي كل مناطق المملكة، وتوفير خدمات الحوسبة السحابية لكبريات الشركات العالمية.
يأتي ذلك بالتنسيق مع القطاع الخاص لتنفيذ عدد من المشاريع، منها الانتهاء من إنشاء شبكة النطاق العريض في مناطق البحرين كافة، ومشروع خطوط الألياف البصرية الدولية البرية والبحرية، وإنشاء عدد من مراكز البيانات للحوسبة السحابية.

## تقرير البحرين الاقتصادي لعام 2022

### 2022:
- الناتج المحلي الإجمالي للبحرين يحقق أعلى نسبة نمو منذ 2013.
- القطاع الغير نفطي يسجل أعلى نسبة مساهمة للناتج المحلي الإجمالي في تاريخ البحرين
- نمو الناتج المحلي الإجمالي غير النفطي بنسبة تتجاوز مستهدفات النمو ضمن خطة التعافي الاقتصادي.
- إعلى ايرادات غير نفطية بتاريخ البحرين (1.1 مليار دينار)

### نمو الناتج المحلي الإجمالي بالأسعار الثابتة للعام 2022:
- الناتج المحلي الإجمالي 4.9% +
- القطاع غير النفطي 6.2% +
- القطاع النفطي 1.4% -

### نمو الناتج المحلي الإجمالي بالأسعار الثابتة خلال الربع الرابع للعام 2022 (على أساس سنوي):
- الناتج المحلي الإجمالي 4.1% +
- القطاع غير النفطي 4.9% +
- القطاع النفطي 0.1% -

### حقق القطاع غير النفطي أعلى نسبة مساهمة في الناتج المحلي الإجمالي بالأسعار الثابتة في تاريخ مملكة البحرين.
مقارنة:
- 2002: مساهمة القطاع النفطي: 42.1% - مساهمة القطاع غير النفطي: 57.9%.
- 2022: مساهمة القطاع النفطي: 16.9% - مساهمة القطاع غير النفطي: 83.1%.

### أداء أبرز المؤشرات الاقتصادية خلال العام 2022
- العجز التجاري: 75.9% -
- السجلات التجارية الجديدة (الشركات): 32.9% +
- الصادرات وطنية المنشأ: 24.4% +
- قيمة التحويلات المالية الإكترونية: 23.8% +
- قيمة نقاط البيع والتجارة الإكترونية: 22.0% +
- الاستهلاك المحلي للجازولين: 13.1% +
- إنتاج مصفاة بابكو: 9.7% +
- حجم التداول العقاري: 3.0% +  [14]